# 战争与和平 (电影系列)
《战争与和平》（羅馬化：Voyna i mir）是根据俄国作家列夫·托尔斯泰的經典著作《战争与和平》改编而成的多集電影。导演和编剧都是谢尔盖·邦达尔丘克，主演柳德米拉·萨维里耶娃、谢尔盖·邦达尔丘克、维亚切斯拉夫·吉洪诺夫。本片分为四部，在1965年至1967年間陸續上映。
该片以1812年卫国战争为主轴，描述了1805年至1820年发生在俄国的众多重大事件，例如：奥斯特利茨大战、波罗底诺会战、莫斯科大火、拿破仑溃退等。该片继承原著的大部分内容，如“四大家庭”以及安德烈、彼埃尔、娜塔莎等人，再现了俄国当年社会的风貌。
本片得到蘇聯政府的鼎力支持，在拍攝過程中動用了軍隊約1萬5千人，1千五百匹戰馬，佈置了大量場景。其製作費高達3260萬盧布（當時價值約3600萬美元，根據通貨膨脹率換算爲2005年時的價值約7億美元），規模可謂空前絕後。

## 演出
- 柳德米拉·萨维里耶娃 出演 娜塔莎。
- 谢尔盖·邦达尔丘克 出演 皮埃尔。
- 维亚切斯拉夫·吉洪诺夫 出演 安德烈·尼古拉耶维奇。

## 奖项
| 年份 | 奖项                             | 是否得奖 | 备注  |
| ---- | -------------------------------- | -------- | ----- |
| 1959 | 第4届莫斯科国际电影节最佳导演    | 獲獎     | [ 2 ] |
| 1967 | 1967年戛纳电影节                 | 非竞赛   | [ 3 ] |
| 1968 | 国家评论协会最佳外语片           | 獲獎     | [ 4 ] |
| 1968 | 纽约影评人协会最佳外语片         | 獲獎     | [ 5 ] |
| 1968 | 第26届金球奖最佳外语片           | 獲獎     | [ 6 ] |
| 1969 | 第41届奥斯卡金像奖最佳外语片     | 獲獎     | [ 7 ] |
| 1969 | 第41届奥斯卡金像奖最佳艺术指导   | 提名     | [ 7 ] |
| 1970 | 第23届英国电影学院奖最佳布景设计 | 提名     | [ 8 ] |